# Christoph Dismas von Schurff
Christoph Dismas Freiherr von Schurff war während des bayerischen Volksaufstandes 1705 Herr auf Hohenaschau und Wildenwart (heute Gemeinde Frasdorf).

## Zum Leben
Christian Probst erwähnt Freiherr von Schurff in einem Ereignis, das aus dem Rahmen des Volksaufstandes herausfällt:
Im November 1705 wurden in Wildenwart elf Rekruten gewaltsam befreit. Am 22. November 1705 kam es zu einer heftigen Empörung, als Christoph Dismas Freiherr von Schurff seine Untertanen zu einer Schlichtung auf das Schloss geladen hatte. Probst: „Sie wurden geschürt durch eine gezielte Agitation, in der es hieß, dass die Weissagungen der Sibylle über den allgemeinen Umsturz der Weltordnung nunmehr erfüllt werden müssten und das Volk alle Herrschaft und Obrigkeit totschlagen müsse.“
Schurff gab den Aufständischen 1.700 Gulden, um sie zu beruhigen und versuchte vergeblich, mit seiner Familie nach München zu fliehen.